# Concatedral de San Juan (La Valeta)

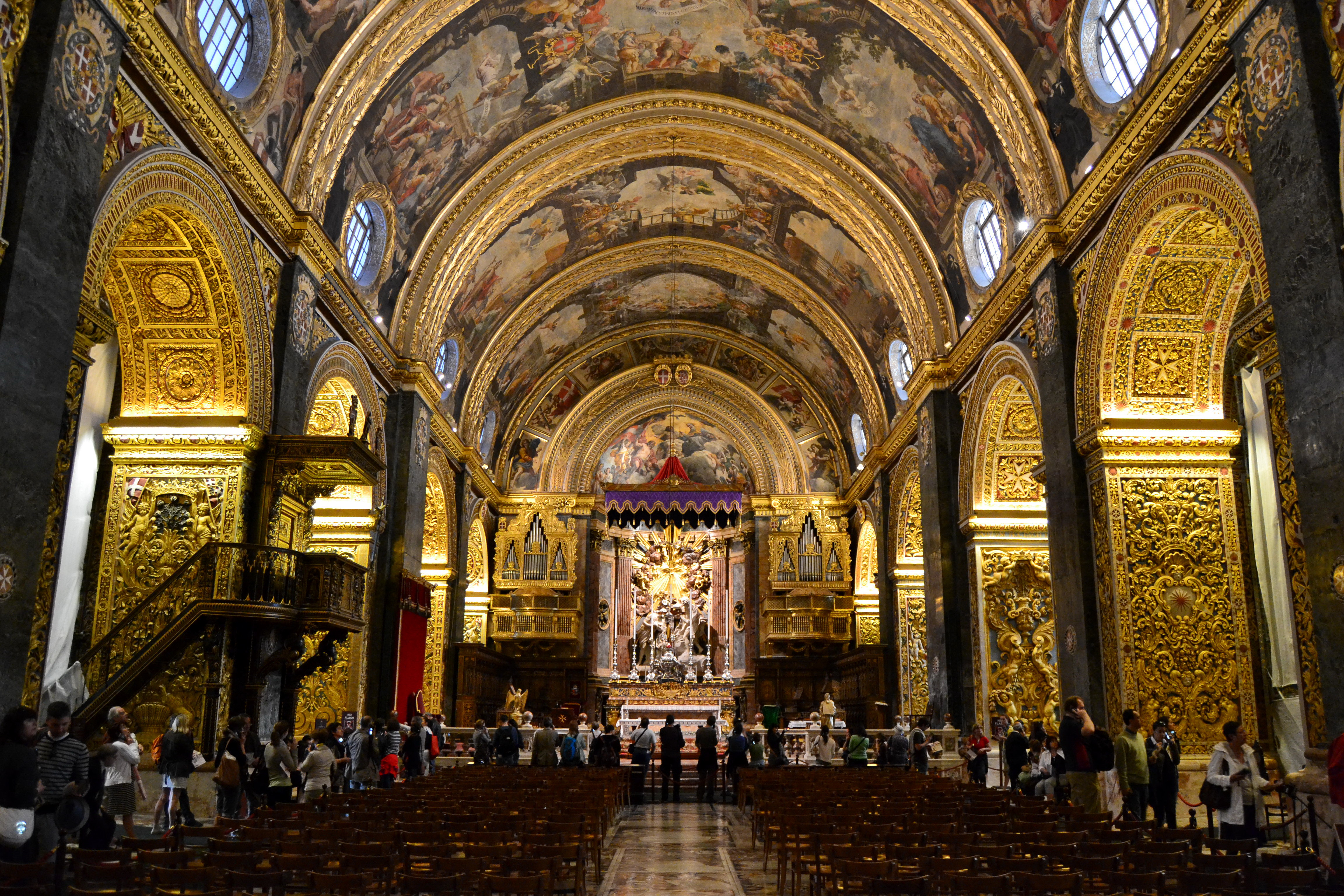
Nave principal.

La Concatedral de San Juan (en maltés: Kon-Katidral ta’ San Ġwann, en inglés: St. Johns Co-Cathedral), es una concatedral dedicada a San Juan Bautista, ubicada en La Valeta, Malta, que forma parte de la arquidiócesis de Malta. Diseñada por el arquitecto maltés Glormu Cassar, fue construida por la Orden de Malta entre 1572 y 1578, bajo las órdenes del gran maestre Jean de la Cassière, quien deseaba consagrarla como la nueva iglesia de la Orden. La fachada de la catedral, constituida como emblema de la nueva ciudad fortificada es de aspecto sobrio y austero al contrario que su interior; el cual esta ricamente decorado.

## Interior
El interior, en un fuerte contraste con la fachada, está extremadamente ornamentado y decorado en la época cumbre del barroco. Fue decorado por Mattia Preti, artista procedente de Calabria y Caballero de la Orden. Preti diseñó los complicados muros de piedra tallada y pintó el techo abovedado y los altares con escenas de la vida de San Juan. Las tallas fueron realizadas in situ, en lugar de haber sido creadas de forma independiente para después adjuntarla al propio muro (este último procedimiento es conocido como estuco). La piedra caliza maltesa con la que la catedral está construida permite que el tallarla sea menos costoso.
Cerca de la entrada principal está el monumento del gran maestre Marc'Antonio Zondadari de Siena, sobrino de Alejandro VII.

### Capillas

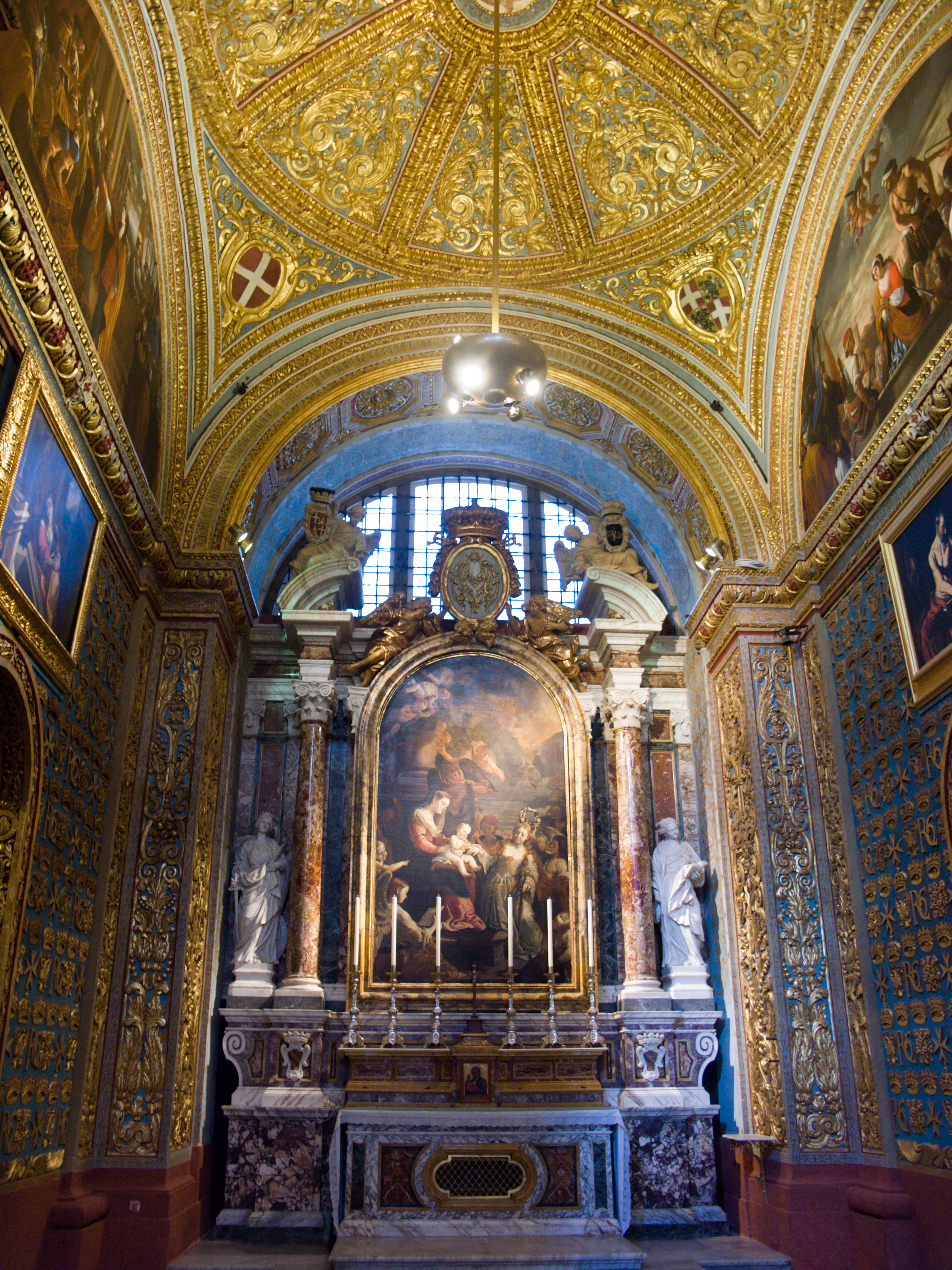
Una capilla de la catedral.

La catedral contiene ocho ricas capillas, cada una de ellas dedicada a un santo patrón por cada una de las lenguas (o secciones) de la Orden. En la parte izquierda de la iglesia encontramos las siguientes capillas:
La Capilla de la Lengua Anglo-Bávara fue antes conocida como la Capilla de la Reliquia debido a que era donde los Caballeros solían guardar las reliquias adquiridas durante siglos.
La Capilla de la Lengua de Provenza está dedicada a San Miguel Arcángel.
La Capilla de Lengua de Francia está dedicada a la Conversión de San Pablo. Fue modificada en el siglo XIX. Tiene monumentos dedicados a los grandes maestres Adrien de Wignacourt y Emmanuel de Rohan-Polduc.
La Capilla de la Lengua de Italia está dedicada a Santa Catarina, la santa patrona de Italia.
La Capilla de la Lengua de Alemania está dedicada a la Epifanía de Cristo. Alberga una obra del pintor maltés Stefano Erardi.
En la parte derecha de la catedral encontramos las siguientes capillas:
La Capilla del Bienaventurado Sacramento fue en épocas anteriores conocida como Capilla de Nuestra Señora de Filermos. Alberga una pintura dedicada a Nuestra Señora de Carafa, que es una copia de Nuestra Señora de Lanciano. Aquí están enterrados los caballeros Gian Francesco Abela y Flaminio Balbiano.
La Capilla de la Lengua de Auvernia está dedicada a San Sebastián. El único monumento en esta capilla representa a Annet de Clermont.
La Capilla de la Lengua de Aragón está dedicada a San Jorge. La pintura titular es obra de Mattia Preti y es considerada como una de sus obras maestras. Alberga monumentos dedicados a los grandes maestres Martín de Redín, Raphael Cottoner, Nicolas Cottoner y Raimundo Rabasa de Perellós.
La Capilla de la Lengua de Castilla, León y Portugal está dedicada a Santiago el Mayor y contiene monumentos en honor de los grandes maestres António Manoel de Vilhena y Manuel Pinto da Fonseca.

### Obras de arte

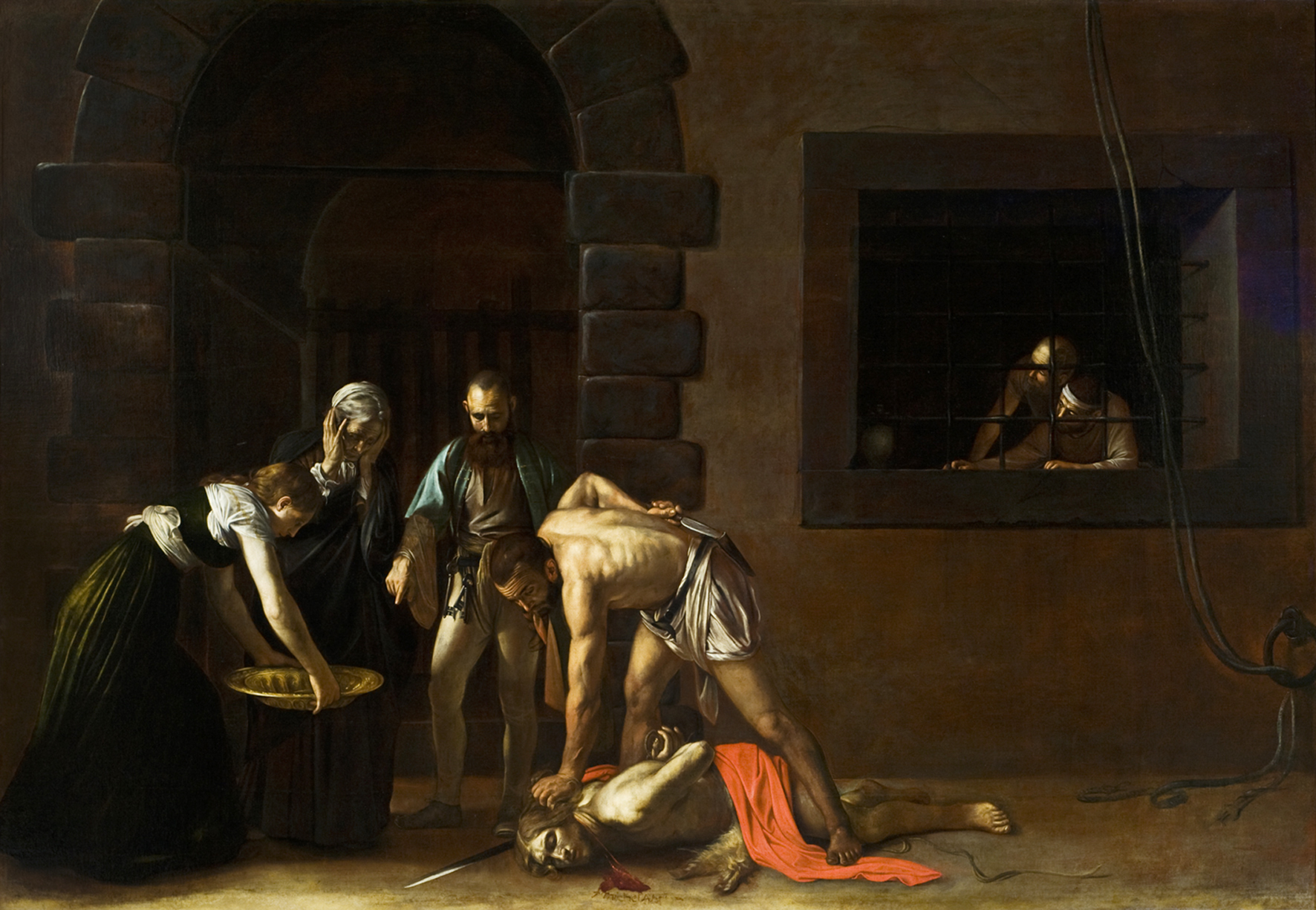
La decapitación de San Juan Bautista, 1608. Óleo sobre lienzo, obra de Caravaggio, 361 x 520 cm. Oratorio de la catedral.

El cuadro, que representa La decapitación de San Juan Bautista (1608), obra de Caravaggio (1571-1610), es el trabajo más conocido de la iglesia. Considerado una de las obras maestras de Caravaggio y siendo el único firmado por el artista, el lienzo se muestra en el oratorio para el que fue pintado. Restaurado en los años 1990 en Florencia, presenta el característico claroscuro de la obra de Caravaggio. También de su autoría, aquí se encuentra San Jerónimo escribiendo, una obra de menor tamaño pero cargada de simbolismo.
Otra característica de la iglesia es la colección de lápidas de mármol de la nave, donde yacen enterrados 400 caballeros de la Orden, entre los que destaca en primerísimo lugar el propio fundador de la capital maltesa -de quien viene su nombre- y vencedor de los turcos en el gran Sitio de Malta, Jean Parisot de la Vallette. Los considerados más importantes fueron colocados más cerca de la fachada de la iglesia. Esas lápidas, ricamente decoradas con tallas en el mármol, que normalmente representaban acontecimientos relevantes del caballero, y con los escudos de armas de los caballeros enterrados bajo aquellas.
Adjunto a la catedral se encuentra el Museo de la Catedral de San Juan.